# 1959 في العراق
فيما يلي قوائم الأحداث التي وقعت خلال عام 1959 في العراق.

علم العهد الجمهوري الأول ، أُعتمد سنة 1959

## سياسة

### شباط
- 7 شباط – محمد عبد الملك الشواف (وزيرًا للصحة ).[1]
- 7 شباط – هاشم جواد ( وزيرًا للخارجية ).[1]
- 7 شباط – محي الدين عبد الحميد (وزيرًا للتربية والتعليم ).[1]
- 7 شباط – عبد الوهاب الأمين( وزيرًا للشؤون الاجتماعية ).[1]
- 7 شباط – طلعت الشيباني (وزيرًا للإعمار ).[1]
- 7 شباط – فؤاد عارف (وزيرًا للدولة).[1]
- 7 شباط – حسن الطالباني (وزيرًا المواصلات والأشغال ).[1]

### تموز
- 13 تموز – الدكتورة نزيهة الدليمي (وزيرة البلديات )
- 13 تموز – الدكتور طلعت الشيباني (وزيرا للتخطيط)
- 13 تموز – عوني يوسف (وزيرا للاشكال والاسكان )
- 13 تموز – الدكتور فيصل السامر (وزيرا للارشاد )
- 13 تموز – عبد اللطيف الشواف (وزيرا للتجارة )
- 13 تموز – الدكتور إبراهيم كبة (وزيرا للإصلاح الزراعي وللنفط وكالةً )[2]

### شباط
- 7 شباط – محمد صالح محمود (وزير الصحة ).
- 7 شباط – عبد الجبار الجومرد (وزير الخارجية ).
- 7 شباط – ناجي طالب (وزير الشؤون الاجتماعية).
- 7 شباط – محمد صديق شنشل (وزير الإرشاد ).
- 7 شباط – فؤاد الركابي (وزير الإعمار ).
- 7 شباط – بابا علي (وزير الاشغال والمواصلات).
- 7 شباط – جابر عمر (وزير المعارف ).

## أحداث

### كانون الثاني
- 12 كانون الثاني - السفير الأمريكي جون درتفورد يقدم أوراق اعتماده.[3]

### أذار
- وقوع مجزرة الدملماجة (مارس 1959) و التي راح ضحيتها 17 شخص في محافظة الموصل بعد فشل انقلاب الشواف.
- 8 آذار - محاولة انقلاب عسكري على رئيس الوزراء عبد الكريم قاسم بقيادة آمر اللواء الخامس العقيد الركن عبد الوهاب الشواف.[4]
- 9 آذار - وقوع مجزرة الموصل راح ضحيتها 72 شخص عقب فشل انقلاب الشواف .
- 09 آذار - وقوع مجزرة دهوك.
- 10 آذار- وقوع مجزرة تلكيف.
- 24 آذار - خروج العراق من حلف بغداد.[5]

### نيسان
- 5 نيسان - إعدام اربعة ضباط طيارين بتهمة الاشتراك في انقلاب الشواف.

### أيار
- 30 أيار - خروج آخر جندي بريطاني من العراق.

### حزيران
- 15 حزيران - خروج العراق من الدينار الاسترليني.

### تموز
- 14 تموز - وقوع مجزرة كركوك.[6]

### آب
- 25 آب - إعدام خمسة ضباط بتهمة الاشتراك في انقلاب الشواف.

### أيلول
- 20 أيلول - إعدام ثلاثة عشر ضابط بتهمة الاشتراك في انقلاب الشواف.

### تشرين الأول
- 7 تشرين الأول - محاولة اغتيال فاشلة لرئيس الوزراء عبد الكريم قاسم في شارع الرشيد.[7]

### كانون الأول
- 19 كانون الثاني - صدور قانون الأحوال الشخصية رقم ( 188)[8]

## مواليد
- أبو مسلم التركماني
- أرشد الصالحي سياسي عراقي.
- عبد الكريم لعيبي باهض
- محمد رضا الحسيني الشيرازي رجل دين عراقي.

### آذار
- 22 آذار – باسم قاسم لاعب كرة قدم عراقي.

### تشرين الأول
- 1 تشرين الأول – أبو علي الأنباري نائب أبو بكر البغدادي في قيادة تنظيم الدولة الإسلامية (داعش)

## وفيات

### كانون الثاني
- 12 كانون الثاني – فخر الدين آل جميل (مواليد 1890) سياسي وحقوقي عراقي شغل منصب رئيس مجلس النواب في عهد بكر صدقي عام 1937.

### اذار
- 09 آذار – حفصة العمري (مواليد 1937)
- 09 آذار – عبد الوهاب الشواف (مواليد 1916)
- 09 آذار – صائب صبري الصافي (مواليد 1936)
- 09 آذار – كامل قزانجي (مواليد 1907)

### نيسان
- 30 نيسان – حنا خياط (مواليد 1884) أول وزير للصحة في العراق.

### آب
- 25 آب – نافع داود (مواليد 1930)

### ايلول
- 20 ايلول – داود سيد خليل
- 20 ايلول – إسماعيل هرمز
- 20 ايلول – خليل سلمان
- 20 ايلول – عزيز احمد شهاب
- 20 ايلول – هاشم الدبوني (مواليد 1929)
- 20 ايلول – ناظم الطبقجلي (مواليد 1913)
- 20 ايلول – رفعت الحاج سري (مواليد 1914)
- 20 ايلول – سعيد قزاز (مواليد 1904)
- 20 ايلول – بهجت العطية (مواليد 1900)
- 20 ايلول – توفيق يحيى (مواليد 1923)

### تشرين الأول
- 07 تشرين الأول - عبد الوهاب الغريري (مواليد 1934)

### تشرين الثاني
- 2 تشرين الثاني – إبراهيم عبد الغني الدروبي (مواليد 1894) كاتب ومؤرخ وخطاط عراقي.